# Morild Kirke
Morild Kirke er en kirke i landsbyen Morild i Hjørring Kommune i Vendsyssel. Kirken er opført i 1908-09 ved arkitekt Carl Harild. Kirken består af kor og skib med koret mod syd, mod vest et ret stort våbenhus.
Murværkets mønstermuring er inspireret af egnens senromanske teglstenskirker.
Kor og skib har flade bjælkelofter alterpartiet er udført i mursten med mønstermuring, storfeltets freskomaleri er udført af Karl Hansen Reistrup, som også har dekoreret triumfvæggen og udført tympanonmaleriet over indgangsdøren. Prædikestolen er opført i formstøbte teglsten. Døbefonten er opmuret i teglsten og har øverst en granitplade.

## Billedgalleri
- Kirken set fra sydvest
- Kirkerummet
- Klokkestablen
- Den gamle kirkeklokke